# روبرت فيتزجيرالد
روبرت فيتزجيرالد (بالأيرلندية: Robert David Fitzgerald ) (و. 1830 – 1892 م) هو مستكشف، وعالم طيور، وعالم نبات، وشاعر من جمهورية أيرلندا، وأستراليا، توفي عن عمر يناهز 62 عاماً.